# Euro Hockey Tour
Die Euro Hockey Tour ist der Name einer Kombination von vier bedeutenden europäischen Eishockeyturnieren, an denen die Nationalmannschaften Finnlands, Schwedens, Russlands und Tschechiens teilnehmen. Die Tour besteht aus den Czech Hockey Games in Tschechien, dem Karjala Cup in Finnland, dem Channel One Cup in der russischen Hauptstadt Moskau sowie den Sweden Hockey Games im schwedischen Stockholm. Die Tour existiert seit der Saison 1996/97 und gilt neben der Euro Hockey Challenge als eine inoffizielle Eishockey-Europameisterschaft, da die vier beteiligten Nationalmannschaften als die besten Europas gelten.
Seit dem russischen Überfall auf die Ukraine 2022 wurde die russische Nationalmannschaft von dem Turnier ausgeschlossen. Anstelle der russischen Nationalmannschaft spielt die Schweiz in der Euro Hockey Tour.

## Die Turniere im Überblick
| Saison  | Sieger     | 2. Platz   | 3. Platz   | 4. Platz   |
| ------- | ---------- | ---------- | ---------- | ---------- |
| 1996/97 | Finnland   | Schweden   | Russland   | Tschechien |
| 1997/98 | Tschechien | Schweden   | Finnland   | Russland   |
| 1998/99 | Schweden   | Finnland   | Tschechien | Russland   |
| 1999/00 | Finnland   | Tschechien | Russland   | Schweden   |
| 2000/01 | Finnland   | Russland   | Schweden   | Tschechien |
| 2001/02 | Finnland   | Russland   | Schweden   | Tschechien |
| 2002/03 | Finnland   | Russland   | Tschechien | Schweden   |
| 2003/04 | Finnland   | Schweden   | Russland   | Tschechien |
| 2004/05 | Russland   | Schweden   | Finnland   | Tschechien |
| 2005/06 | Russland   | Schweden   | Finnland   | Tschechien |
| 2006/07 | Schweden   | Russland   | Tschechien | Finnland   |
| 2007/08 | Russland   | Finnland   | Tschechien | Schweden   |
| 2008/09 | Russland   | Finnland   | Schweden   | Tschechien |
| 2009/10 | Finnland   | Russland   | Tschechien | Schweden   |
| 2010/11 | Russland   | Schweden   | Finnland   | Tschechien |
| 2011/12 | Tschechien | Finnland   | Russland   | Schweden   |
| 2012/13 | Russland   | Tschechien | Finnland   | Schweden   |
| 2013/14 | Finnland   | Russland   | Tschechien | Schweden   |
| 2014/15 | Schweden   | Finnland   | Tschechien | Russland   |
| 2015/16 | Schweden   | Finnland   | Tschechien | Russland   |
| 2016/17 | Russland   | Tschechien | Finnland   | Schweden   |
| 2017/18 | Finnland   | Tschechien | Russland   | Schweden   |
| 2018/19 | Russland   | Finnland   | Schweden   | Tschechien |
| 2019/20 | Tschechien | Schweden   | Finnland   | Russland   |
| 2020/21 | Russland   | Tschechien | Schweden   | Finnland   |
| 2021/22 | Schweden   | Finnland   | Tschechien | Russland   |
| 2022/23 |            |            |            |            |

### Medaillenspiegel
nach 26 Turnieren
| Rang | Land       | Goldmedaillen | Silbermedaillen | Bronzemedaillen | Gesamt |
| ---- | ---------- | ------------- | --------------- | --------------- | ------ |
| 1    | Finnland   | 9             | 8               | 7               | 24     |
| 2    | Russland   | 8             | 6               | 5               | 18     |
| 3    | Schweden   | 5             | 7               | 3               | 15     |
| 4    | Tschechien | 3             | 5               | 9               | 17     |

## Saison 1996/97
Die erste, jedoch noch als inoffiziell geltende, Euro Hockey Tour 1996/97 gewann Finnland aufgrund des besseren Torverhältnisses gegenüber Schweden. Grundlage der Gesamtwertung waren die Ergebnisse der direkten Begegnungen Finnlands, Schwedens, Russlands und Tschechiens in drei Turnieren: dem Karjala Cup in Finnland, dem Iswestija-Pokal in Russland und den Sweden Hockey Games in Stockholm.
| Platz | Land       | Sp. | S | U | N | Tore  | Pkt. |
| ----- | ---------- | --- | - | - | - | ----- | ---- |
| 1.    | Finnland   | 9   | 6 | 1 | 2 | 36:17 | 13   |
| 2.    | Schweden   | 9   | 6 | 1 | 2 | 29:21 | 13   |
| 3.    | Russland   | 9   | 4 | 0 | 5 | 19:25 | 8    |
| 4.    | Tschechien | 9   | 0 | 2 | 7 | 15-36 | 2    |

## Saison 1997/98
Die zweite Euro Hockey Tour konnte Tschechien für sich entscheiden. Grundlage der Gesamtwertung waren erstmals die Ergebnisse der direkten Begegnungen Finnlands, Schwedens, Russlands und Tschechiens in vier Turnieren: dem Česká Pojišťovna Cup in Tschechien, dem Karjala Cup in Finnland, dem Baltika Cup in Russland und den Sweden Hockey Games.
| Platz | Land       | Sp. | S | U | N | Tore  | Pkt. |
| ----- | ---------- | --- | - | - | - | ----- | ---- |
| 1.    | Tschechien | 12  | 7 | 2 | 3 | 47:29 | 16   |
| 2.    | Schweden   | 12  | 5 | 3 | 4 | 30:34 | 13   |
| 3.    | Finnland   | 12  | 4 | 3 | 5 | 36:33 | 11   |
| 4.    | Russland   | 12  | 3 | 2 | 7 | 17:34 | 8    |

## Saison 1998/99
Die dritte Euro Hockey Tour bestätigte erneut die Ergebnisse der Eishockey-Weltmeisterschaft der Herren 1998, bei der sich Schweden und Finnland im Finale gegenüberstanden, wie 1996/97 konnte auch dieses Mal nur das bessere Torverhältnis die Tour entscheiden und Schweden zum Sieger küren. Grundlage der Gesamtwertung waren erneut die Ergebnisse der direkten Begegnungen Finnlands, Schwedens, Russlands und Tschechiens in vier Turnieren: dem Ceská Pojištovna Cup in Tschechien, dem Karjala Cup in Finnland, dem Baltica Cup in Russland und den Sweden Hockey Games.
| Platz | Land       | Sp. | S | U | N | Tore  | Pkt. |
| ----- | ---------- | --- | - | - | - | ----- | ---- |
| 1.    | Schweden   | 12  | 6 | 4 | 2 | 32:21 | 16   |
| 2.    | Finnland   | 12  | 7 | 2 | 3 | 31:27 | 16   |
| 3.    | Tschechien | 12  | 3 | 5 | 4 | 28:27 | 11   |
| 4.    | Russland   | 12  | 1 | 3 | 8 | 24:40 | 5    |

## Saison 1999/2000
Mit Finnland konnte 1999/2000 erstmals ein Teilnehmer zum zweiten Mal die Tour für sich entscheiden. Grundlage der Gesamtwertung waren erneut die Ergebnisse der direkten Begegnungen Finnlands, Schwedens, Russlands und Tschechiens in vier Turnieren: dem Ceská Pojištovna Cup in Tschechien vom 2. bis 5. September 1999, dem Karjala Cup in Finnland vom 11. bis 14. November 1999, dem Baltica Cup in Russland vom 16. bis 21. Dezember 1999 sowie den Sweden Hockey Games, die vom 8. bis 13. Februar 2000 stattfanden.
| Platz | Land       | Sp. | S | U | N  | Tore  | Pkt. |
| ----- | ---------- | --- | - | - | -- | ----- | ---- |
| 1.    | Finnland   | 12  | 8 | 2 | 2  | 27:20 | 18   |
| 2.    | Tschechien | 12  | 7 | 1 | 4  | 31:20 | 15   |
| 3.    | Russland   | 12  | 5 | 2 | 5  | 33:35 | 12   |
| 4.    | Schweden   | 12  | 1 | 1 | 10 | 24:40 | 3    |

## Saison 2000/01
Auch am Ende der Euro Hockey Tour 2000/01 stand Finnland als Sieger fest, während der amtierende Weltmeister Tschechien nur Letzter wurde. Die Turniere der Tour 2000/01 waren der Ceská Pojištovna Cup vom 31. August bis 3. September 2000, der Karjala Cup vom 9. bis 12. November 2000, der Baltika Cup vom 17. bis 20. Dezember 2000 und die Sweden Hockey Games vom 6. bis 11. Februar 2001.
| 1. | Finnland   |
| 2. | Russland   |
| 3. | Schweden   |
| 4. | Tschechien |

## Saison 2001/02
Auch am Ende der Euro Hockey Tour 2001/02 stand Finnland als Sieger fest, während der amtierende Weltmeister Tschechien erneut nur Letzter wurde.
Die Turniere der Tour 2001/02 waren der Ceská Pojištovna Cup vom 6. bis 9. September 2001 in Helsinki, Finnland, und Zlín, Tschechien, die Sweden Hockey Games vom 6. bis 11. November 2001 in Helsinki und Stockholm, der Baltica Cup vom 18. bis 22. Dezember 2001 in Helsinki und
Moskau sowie der Karjala Cup, der vom 18. bis 21. April 2002 in Helsinki und Stockholm ausgetragen wurde und erstmals den Tourabschluss bildete.
| 1. | Finnland   |
| 2. | Russland   |
| 3. | Schweden   |
| 4. | Tschechien |

## Saison 2002/03
Auch am Ende der Euro Hockey Tour 2002/03 stand erneut Finnland als Sieger fest.
Die Turniere der Tour 2002/03 waren der Ceská Pojištovna Cup vom 5. bis 8. September 2002 in Karlstad, Schweden, und Zlín, Tschechien, der Karjala Cup vom 7. bis 10. November 2002 in Pardubice, Tschechien und Helsinki, Finnland, der Baltica Cup vom 16. bis 22. Dezember 2002 in Espoo, Finnland, und Moskau, Russland, sowie die Sweden Hockey Games, die vom 4. bis 9. Februar 2003 stattfanden.
| 1. | Finnland   |
| 2. | Russland   |
| 3. | Tschechien |
| 4. | Schweden   |

## Saison 2003/04
Die Euro Hockey Tour 2003/04 bestand aus den vier Turnieren Ceská Pojištovna Cup vom 4. bis 7. September 2003 in Helsinki, Finnland, und Pardubice, Tschechien, dem Karjala Cup vom 6. bis 9. November 2003 in Nyköping, Schweden, und Helsinki, Finnland, dem Baltica Cup vom 18. bis 21. Dezember 2003 in Moskau, Russland, und den Sweden Hockey Games vom 5. bis 8. Februar 2004 in Helsinki, Finnland, und Stockholm, Schweden. Darüber hinaus wurden am 16. und 18. April 2004 Entscheidungsspiele im Modus „Best of Two“ mit Penaltyschießen um die Plätze 1 und 3 gespielt.
Die Entscheidungsspiele der Tour waren mit einem Preisgeld von 135.000 Euro dotiert, von denen der Toursieger 75.000 Euro, der Zweite 25.000 Euro und der Dritte 35.000 Euro erhielt. Dass der Dritte ein höheres Preisgeld als der Zweite erhielt, dürfte mit dem Sieg in den Spielen um Platz 3 begründet liegen. Hinzu kamen Preisgelder in Höhe von 120.000 Euro für die vier Turniere: 50.000 Euro für Platz 1, 30.000 Euro für Platz 2, 25.000 Euro für Platz 3 und 15.000 Euro für Platz 4 nach den vier Turnieren.

### Tabelle nach den vier Turnieren
| Pl. | Land       | Sp | SG | SP | NP | NL | Tore  | Pkt. |
| --- | ---------- | -- | -- | -- | -- | -- | ----- | ---- |
| 1.  | Finnland   | 12 | 7  | 0  | 0  | 5  | 29:30 | 21   |
| 2.  | Schweden   | 12 | 4  | 2  | 2  | 4  | 25:21 | 18   |
| 3.  | Tschechien | 12 | 2  | 4  | 3  | 3  | 24:28 | 17   |
| 4.  | Russland   | 12 | 3  | 2  | 3  | 4  | 28:27 | 16   |

### Spiel um Platz 3
| 16. April 2004                                     | Russland   | – | Tschechien | 1:5 (0:0, 0:3, 1:2) |
| 18. April 2004                                     | Tschechien | – | Russland   | 4:7 (2:2, 1:1, 1:4) |
| Im entscheidenden Penaltyschießen gewinnt Russland |            |   |            |                     |

### Finale
| 16. April 2004                                     | Schweden | – | Finnland | 3:1 (2:0, 1:1, 0:0) |
| 18. April 2004                                     | Finnland | – | Schweden | 4:0 (1:0, 3:0, 0:0) |
| Im entscheidenden Penaltyschießen gewinnt Finnland |          |   |          |                     |

### Endstand
| 1. | Finnland   |
| 2. | Schweden   |
| 3. | Russland   |
| 4. | Tschechien |

## Saison 2004/05
Bei der Euro Hockey Tour 2004/05 wurde auf die Austragung des Ceská Pojištovna Cup wegen des World Cup of Hockey verzichtet, sodass der Wettbewerb nur aus drei Turnieren bestand.

### Tabelle nach den drei Turnieren
| Pl. | Land       | Sp | SG | SP | NP | NL | Tore  | Pkt. |
| --- | ---------- | -- | -- | -- | -- | -- | ----- | ---- |
| 1.  | Schweden   | 9  | 3  | 2  | 1  | 3  | 22:24 | 14   |
| 2.  | Russland   | 9  | 4  | 1  | 0  | 4  | 26:21 | 14   |
| 3.  | Tschechien | 9  | 2  | 2  | 3  | 2  | 25:26 | 13   |
| 4.  | Finnland   | 9  | 3  | 1  | 2  | 3  | 24:26 | 13   |

### Spiel um Platz 3
| 22. April 2005 | Tschechien | – | Finnland   | 3:3 (1:3, 1:0, 1:0) |
| 24. April 2005 | Finnland   | – | Tschechien | 4:0 (0:0, 2:0, 2:0) |

### Finale
| 22. April 2005 | Schweden | – | Russland | 1:2 (0:0, 1:1, 0:1) |
| 24. April 2005 | Russland | – | Schweden | 5:2 (2:2, 2:0, 1:0) |

### Endstand
| 1. | Russland   |
| 2. | Schweden   |
| 3. | Finnland   |
| 4. | Tschechien |

## Saison 2005/06
Bei dieser Euro Hockey Tour 2005/06 wurden der Ceská Pojištovna Cup, der im Vorjahr wegen des World Cup of Hockey ausfallen musste, wieder mit in die Wertung aufgenommen. Die Tour bestand damit also 2005/06 wieder aus vier Turnieren. Dafür gab es in dieser Saison nur ein Finalspiel und ein Spiel um Platz 3. Beide Spiele fanden unmittelbar im Anschluss der LG Hockey Games in Stockholm statt.

### Tabelle nach den vier Turnieren
| Pl. | Land       | Sp | SG | SP | NP | NL | Tore  | Pkt. |
| --- | ---------- | -- | -- | -- | -- | -- | ----- | ---- |
| 1.  | Russland   | 12 | 8  | 0  | 2  | 2  | 40:28 | 26   |
| 2.  | Schweden   | 12 | 6  | 2  | 0  | 4  | 32:24 | 22   |
| 3.  | Finnland   | 12 | 4  | 2  | 1  | 5  | 22:26 | 17   |
| 4.  | Tschechien | 12 | 1  | 1  | 2  | 8  | 27:43 | 7    |

### Spiel um Platz 3
| 1. Mai 2006 | Finnland | – | Tschechien | 3:2 | Globen, Stockholm |

### Finale
| 1. Mai 2006 | Schweden | – | Russland | 1:2 | Globen, Stockholm |

### Endstand
| 1. | Russland   |
| 2. | Schweden   |
| 3. | Finnland   |
| 4. | Tschechien |

## Saison 2006/07
Bei der Euro Hockey Tour 2006/07 gab es nach den vier Turnieren im Gegensatz zur Vorsaison wieder zwei Finalspiele sowie zwei Spiele um den dritten Platz.

### Tabelle nach den vier Turnieren
| Pl. | Land       | Sp | SG | SP | NP | NL | Tore  | Pkt. |
| --- | ---------- | -- | -- | -- | -- | -- | ----- | ---- |
| 1.  | Russland   | 12 | 6  | 4  | 1  | 1  | 39:30 | 27   |
| 2.  | Schweden   | 12 | 6  | 1  | 1  | 4  | 40:29 | 21   |
| 3.  | Finnland   | 12 | 4  | 0  | 2  | 6  | 19:29 | 14   |
| 4.  | Tschechien | 12 | 2  | 1  | 2  | 7  | 31:41 | 10   |

### Spiel um Platz 3
| 19. April 2007 | Finnland   | – | Tschechien | 1:0 (1:0, 0:0, 0:0)            |
| 21. April 2007 | Tschechien | – | Finnland   | 2:0 n. V. (0:0, 1:0, 0:0, 1:0) |

### Finale
| 19. April 2007 | Schweden | – | Russland | 3:2 (0:0, 1:1, 2:1) |
| 21. April 2007 | Russland | – | Schweden | 2:4 (0:1, 1:1, 1:2) |

### Endstand
| 1. | Schweden   |
| 2. | Russland   |
| 3. | Tschechien |
| 4. | Finnland   |

## Saison 2007/08
Die Euro Hockey Tour 2007/08 startete im November 2007 und endete kurz vor der Weltmeisterschaft mit dem Ceská Pojištovna Cup im April. Aufgrund der Welttitelkämpfe wurde in diesem Jahr auf Finalspiele verzichtet. Die EHT gewann die Mannschaft Russlands, die alle vier Turniere der Tour als Sieger beendet hatte.
| Pl. | Land       | Sp | S  | SV | NV | N | Tore  | Pkt |
| --- | ---------- | -- | -- | -- | -- | - | ----- | --- |
| 1.  | Russland   | 12 | 10 | 0  | 0  | 2 | 41:18 | 30  |
| 2.  | Finnland   | 12 | 5  | 1  | 1  | 5 | 27:31 | 18  |
| 3.  | Tschechien | 12 | 4  | 1  | 1  | 6 | 33:44 | 15  |
| 4.  | Schweden   | 12 | 3  | 0  | 0  | 9 | 27:35 | 9   |

## Saison 2008/09
Die Euro Hockey Tour 2008/09 besteht wie im Vorjahr aus vier Turnieren; es werden keine Finalspiele ausgetragen. Die Nationalmannschaft Russlands gewann die ersten drei ausgetragenen Turniere, den Karjala Cup, den Channel One Cup und die Czech Hockey Games, während Schweden bei den LG Hockey Games erfolgreich war. Die Gesamtwertung konnte erneut die Nationalauswahl Russlands für sich entscheiden.
| Pl. | Land       | Sp | S | SV | NV | N | Tore  | Pkt |
| --- | ---------- | -- | - | -- | -- | - | ----- | --- |
| 1.  | Russland   | 12 | 8 | 2  | 0  | 2 | 49:28 | 28  |
| 2.  | Finnland   | 12 | 3 | 2  | 3  | 4 | 34:41 | 16  |
| 3.  | Schweden   | 12 | 4 | 1  | 1  | 6 | 31:28 | 15  |
| 4.  | Tschechien | 12 | 3 | 1  | 2  | 6 | 36:43 | 13  |

## Saison 2009/10
Die tschechische Nationalmannschaft gewann das erste Turnier der Serie, die Czech Hockey Games, die ihn der neuen Karlsbader KV Arena ausgetragen wurden. Die Nationalmannschaft Russlands gewann den Karjala Cup, während Finnland  beim Channel One Cup und bei den LG Hockey Games erfolgreich war. Die Gesamtwertung konnte damit die finnische Nationalauswahl für sich entscheiden.
| Pl. | Land       | Sp | S | SV | NV | N | Tore  | Pkt |
| --- | ---------- | -- | - | -- | -- | - | ----- | --- |
| 1.  | Finnland   | 12 | 5 | 2  | 2  | 3 | 41:28 | 21  |
| 2.  | Russland   | 12 | 4 | 3  | 3  | 2 | 40:36 | 21  |
| 3.  | Tschechien | 12 | 3 | 3  | 3  | 3 | 32:30 | 17  |
| 4.  | Schweden   | 12 | 2 | 2  | 2  | 6 | 30:49 | 12  |

## Saison 2010/11
Die finnische Nationalmannschaft gewann den Karjala Cup 2010, die Nationalmannschaft Russlands gewann den Channel One Cup 2010. Da die Schweden wiederum die LG Hockey Games gewinnen konnten und die Tschechen die Czech Hockey Games kam es zu der Konstellation, dass jedes Nationalteam Sieger beim Turnier im eigenen Land wurde.
| Pl. | Land       | Sp | S | SV | NV | N | Tore  | Pkt |
| --- | ---------- | -- | - | -- | -- | - | ----- | --- |
| 1.  | Russland   | 12 | 9 | 0  | 0  | 3 | 42:31 | 27  |
| 2.  | Schweden   | 12 | 6 | 1  | 0  | 5 | 39:32 | 20  |
| 3.  | Finnland   | 12 | 3 | 1  | 2  | 6 | 27:33 | 13  |
| 4.  | Tschechien | 12 | 3 | 1  | 1  | 7 | 27:39 | 13  |